# Рогозівська волость
Рогозівська волость — адміністративно-територіальна одиниця Переяславського повіту Полтавської губернії з центром у селі Рогозів.
Станом на 1885 рік — складалася з 4 поселень, 14 сільської громади. Населення 9547 осіб (4671 чоловічої статі та 4876 — жіночої), 1795 дворових господарств.
|                     | Площа, десятин | У тому числі орної, десятин |
| ------------------- | -------------- | --------------------------- |
| Сільських громад    | 12599          | 10752                       |
| Приватної власності | 6385           | 4774                        |
| Іншої власності     | 383            | 278                         |
| Загалом             | 19367          | 15804                       |

Поселення волості:
- Рогозів — колишнє державне та власницьке село при озері Білому за 34 версти від повітового міста, 2285 осіб, 470 дворів, православна церква, школа, 4 постоялих двори, 8 постоялих будинків, 3 лавки, 43 вітряних млини.
- Глибоке — колишнє державне та власницьке село, 1511 осіб, 333 двори, православна церква, 3 постоялий будинок, лавка, 36 вітряний млинів.
- Любарці — колишнє власницьке село при річці Альта, 3247 осіб, 558 двори, православна церква, школа, постоялий будинок, 4 лавки, 64 вітряні млини.
- Старе Краснопілля — колишнє державне село при річці при ярі Карань, 2076 осіб, 434 двори, 2 православні церкви, єврейський молитовний будинок, школа, лікарня, 11 постоялий будинок, 11 лавок, 40 вітряних млинів, цегельний, бурякоцукровий і рафінадний заводи.